# يعقوب الطراروة
يعقوب حسين الطراروة (من مواليد 7 مارس 1994)  لاعب كرة قدم كويتي يلعب في الكويت في دوري VIVA للدوري الممتاز كما يلعب في منتخب الكويت بشكل أساسي في مركز جناح ووسط خط الوسط المهاجم.

## مسيرته الدولية

### أهدافه الدولية
| #  | التاريخ      | الملعب                                         | الخصم     | الهدف | النتيجة | المنافسة |
| -- | ------------ | ---------------------------------------------- | --------- | ----- | ------- | -------- |
| 1. | 25 مارس 2018 | ستاد جابر الأحمد الدولي، مدينة الكويت، الكويت  | الكاميرون | 1–3   | 1–3     | ودية     |
| 2. | 11 مايو 2018 | ملعب نادي الكويت الرياضي، مدينة الكويت، الكويت | فلسطين    | 1–0   | 2–0     | ودية     |

المصدر: 